# Іван (Поммер)
Іван Поммерс або Яніс (латис. Jānis Pommers; 1876 — 12 жовтня 1934, Рига) — латвійський православний діяч, архієпископ Латвії. З 1921 по 1934 очолював Латвійську православну церкву Константинопольського патріархату.
Випускник Київської духовної академії.

## Біографія
Майбутній перший — і донині єдиний латвійський православний святий — народився в 1876 році в сім'ї православного селянина-латвійця. Закінчив Ризьке духовне училище й духовну семінарію, а потім Київську духовну академію, де отримав вчений ступінь кандидата богослов'я — і був одним з найосвіченіших людей свого часу.
29 вересня/12 жовтня святитель був по-звірському замучений на архієрейській дачі під Ригою.
17 липня 2003 року в Ризі на Покровському міському кладовищі віднайдено нетлінні мощі священномученика архієпископа Йоана Ризького, прославленого в сонмі Новомучеників та сповідників Російських.

## Джерело
- РИГА. Латвийской Православной Церковью обретены мощи священномученика Иоанна, архиепископа Рижского и всей Латвии[недоступне посилання з червня 2019]